# Lucinda
Lucinda  è un nome proprio di persona inglese e portoghese femminile.

## Varianti
- Ipocoristici (inglese): Cindy

### Varianti in altre lingue
- Francese: Lucinde[1]

## Origine e diffusione
Si tratta, al pari di Lucilla, di un derivato di Lucia; venne creato nel 1605 da Miguel de Cervantes per un personaggio del suo Don Chisciotte della Mancia, e venne ripreso da Molière sessant'anni dopo in Il medico per forza.
Diffuso in molti paesi, soprattutto anglofoni, fu estremamente popolare nel XVIII secolo, ma è molto diffuso ancora oggi.

## Onomastico
Il nome non ha sante che le corrispondano. L'onomastico può essere festeggiato il 13 dicembre, giorno di santa Lucia, in quanto derivato di tale nome.

## Persone
- Lucinda Fredericks, cavallerizza australiana
- Lucinda Ruh, pattinatrice artistica su ghiaccio svizzera
- Lucinda Williams, cantautrice statunitense
- Lucinda Riley, scrittrice nordirlandese

## Il nome nelle arti
- Lucinda è un personaggio della serie Pokémon.
- Lucinda Price è la protagonista della saga letteraria di Lauren Kate, Fallen
- Lucinda è un brano musicale di Tom Waits.